# Hummer
Hummer (по-русски произносится Хаммер) — ребрендинговое название для гражданского автомобиля, созданного на базе военного автомобиля HMMWV (также известного как Humvee). Из-за активной рекламы марки и редкости машины в России, «Хаммером» иногда ошибочно называют военный HMMWV.

## История марки
Марка зародилась в результате конверсии американского армейского вездехода HMMWV M998 (High Mobility Multipurpose Wheeled Vehicle), сокращённо «Ха́мви» (англ. HUMVEE).

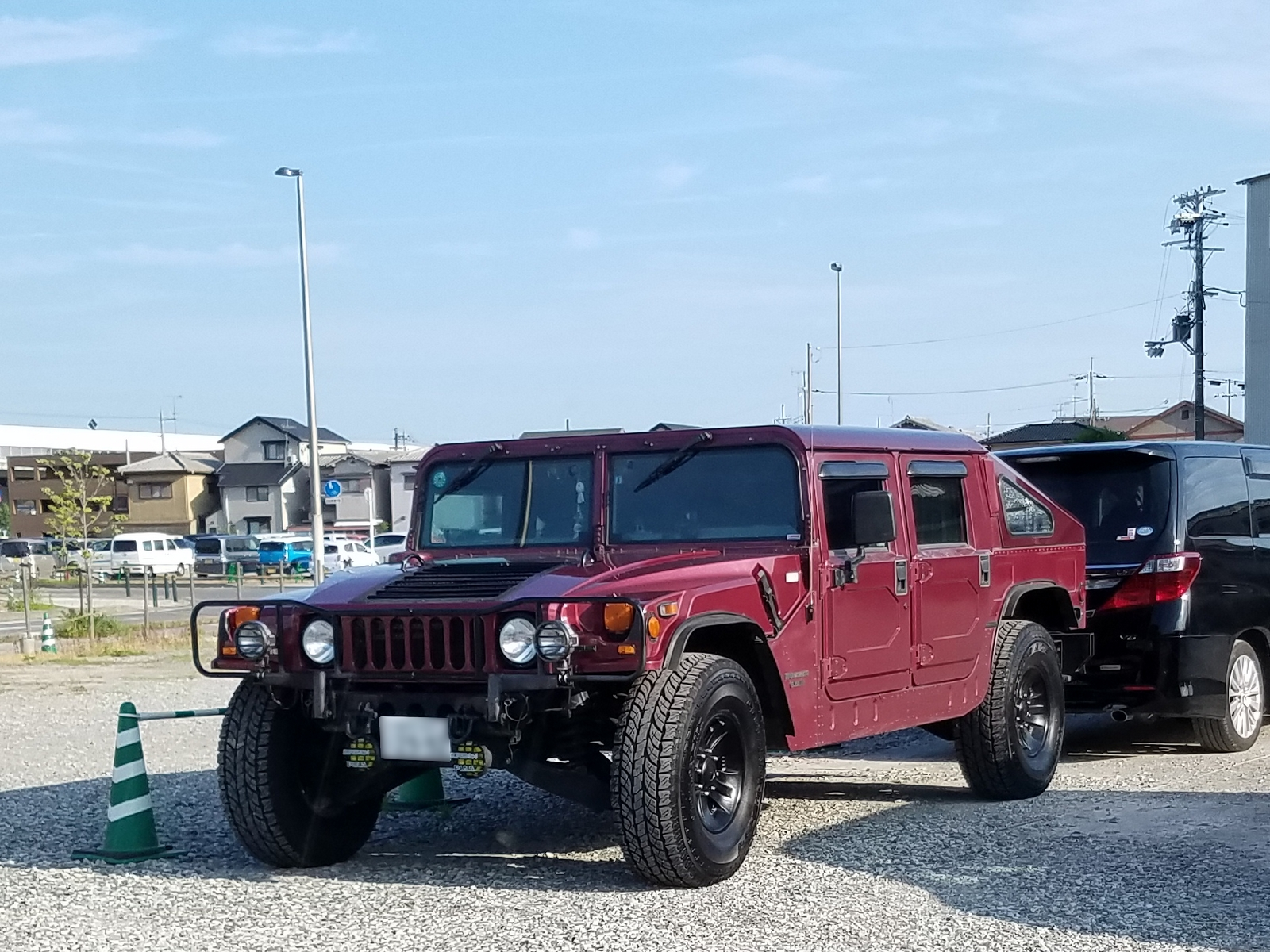
HUMMER H1

В мае 1992 год на вооружение армии США принята модернизированная версия М-1097. В этой модификации на основе опыта в боевых условиях усилены подвеска, силовая передача, броневая защита. Грузоподъёмность увеличена до 1966 кг. В 1992 году началось производство гражданской модели «Хамви», которая и получила название Hummer H1. Производством гражданской модели занялась североамериканская компания General Motors. Гражданская версия вездехода отличалась от военного всего несколькими изменениями.
Летом 2008 года в связи с ухудшающимся финансовым положением General Motors и сильным падением спроса на продукцию Hummer корпорация приняла решение о продаже марки. Почти год велись переговоры с потенциальными покупателями из Китая, Индии, России и других стран. В итоге выбор был остановлен на китайской компании Sichuan Tengzhong Heavy Industrial Machinery Co, с которой 2 июня 2009 года (через день после объявления о банкротстве GM) был подписан меморандум о взаимопонимании — предварительное соглашение о продаже бренда.
24 февраля 2010 года GM заявила о начале процедуры ликвидации подразделения Hummer по причине срыва сделки со стороны китайских регулирующих государственных органов. 24 мая 2010 года С конвейера завода General Motors в американском Шривпорте (штат Луизиана) сошёл последний внедорожник марки Hummer. После прекращения производства автомобилей Hummer предприятие продолжит выпуск Chevrolet Colorado и GMC Canyon.
В 2020 году General Motors объявила о возрождении бренда Hummer, на этот раз в качестве суббренда GMC, а не отдельного подразделения. Модельный ряд Hummer включает две модели, электрический пикап и внедорожник, которые будут продаваться под торговым названием «GMC Hummer EV». По данным GM, серийный электрический пикап Edition 1 будет иметь мощность 1000 лошадиных сил, разгоняться до 60 миль в час за 3 секунды. По заявлению компании, модель будет запущена в производство в конце 2021 года. Новый Hummer EV был представлен публике 20 октября 2020 года.

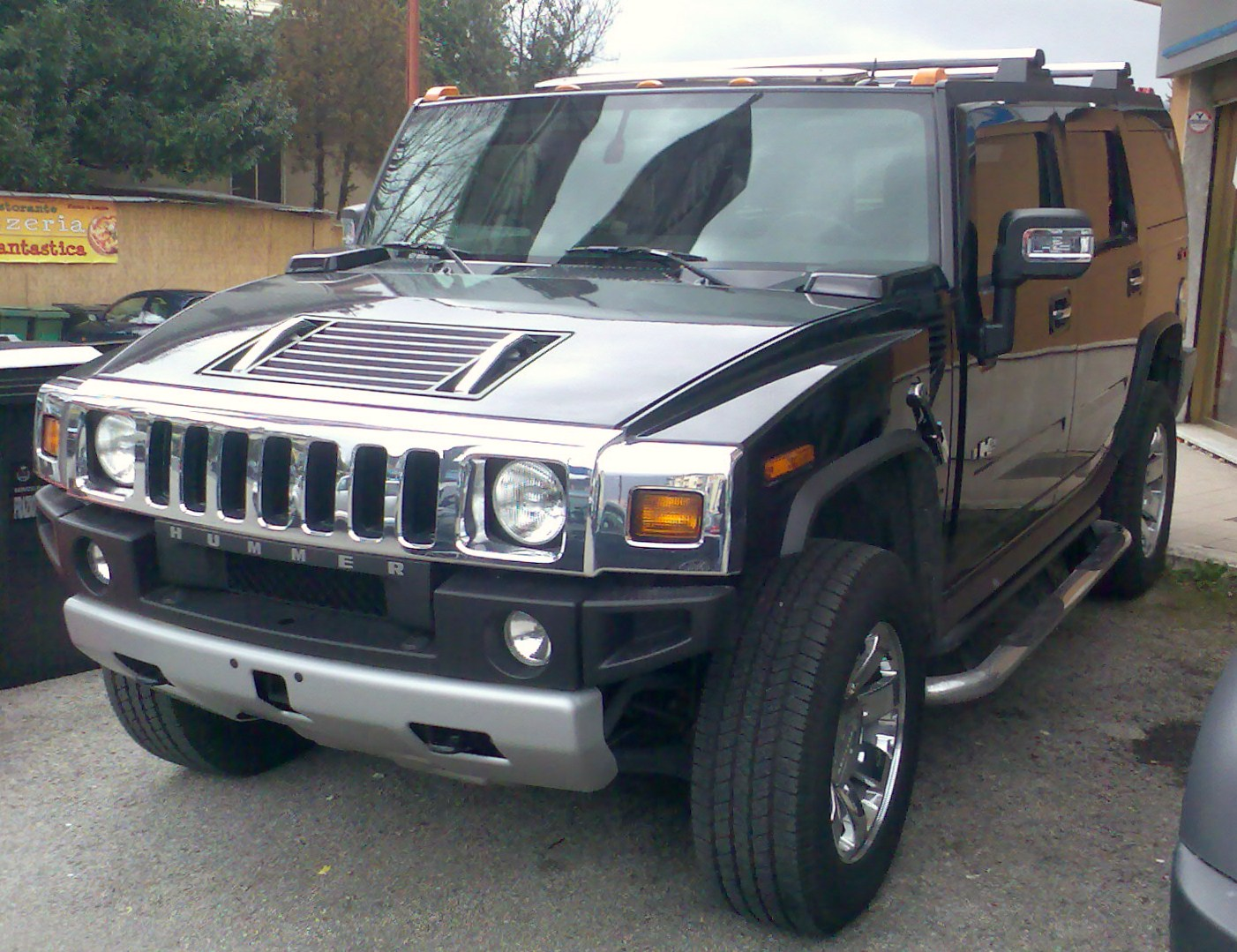
Hummer H2 2008

## Модельный ряд
- Hummer H1 (модель была снята с производства в июне 2006 года)[4]
- Hummer H2 (модель была снята с производства в декабре 2009 года)
- Hummer H3 (модель была снята с производства в мае 2010 года)[5]
- GMC Hummer EV (производство начато в 2022 году под маркой GMC)
- Hummer HX (концепт-кар, представлен в 2008)

## Производство
В 2006—2009 гг. сборка Hummer H2 и H3 велась на калининградском предприятии «Автотор». По данным агентства «Автостат» на начало 2010 года в России насчитывалось около 5000 внедорожников Hummer, из которых 1528 экземпляров (то есть каждый третий) были зарегистрированы в Москве.
С 2010 года сборка лицензионных копий Hummer H1 ведётся на китайском предприятии Sichuan Tengzhong Heavy Industrial Machinery Co. под маркой DongFeng (базовая военная модель — EQ2050, гражданская — Warrior).

## Сотрудничество с McDonald’s

Раздел сайта McDonald’s с Hummer, 2006 г

Hummer часто оказываются под критикой природоохранных организаций из-за своей низкой экологичности и огромного потребления топлива. Компания General Motors в мае-июне 2006 года даже была вынуждена снять с производства модель H1 — наиболее прожорливого представителя семейства. В августе скандал разгорелся с новой силой.
Защитники окружающей среды в Штатах потрясены. Да что там потрясены, они просто в шоке. Причина? Маленький игрушечный джип в детском наборе Happy Meal от McDonald’s.
В 2005 году корпорация McDonald's завершила сотрудничество со The Walt Disney Company, и ей срочно требовалась замена. Начало сотрудничества с Hummer аналитики объяснили так:
Они оказались в затруднительном положении и, конечно, игрушечный джип должен стать популярным среди детей
McDonald’s начала комплектовать свои наборы Happy Meal игрушечными внедорожниками Hummer, а также открыла раздел на своём сайте, посвящённый этой программе. При этом и сама компания Hummer стала предлагать детям виртуально раскрасить свои машины, что многие посчитали явным перекрёстным продвижением..